# Zebank
Zebank est une banque en ligne française, aujourd'hui disparue.

## Historique
Le projet Zebank a été lancé à l'été 1999, financé initialement par Bernard Arnault (LVMH) via sa holding de participation internet Europ@web avec 80 millions d'euros de capital. La banque Dexia représentée par Pierre Richard est devenu l'actionnaire bancaire de référence exigé par la Banque de France à hauteur de 20 % quelques mois plus tard.
La société s'appelait initialement Internet Financial Portal ou IFP. Le nom Zebank a été trouvé par Mark Barry en revenant d'une séance de créativité chez Babel@stal en septembre 1999. Le hasard fait que le nom de domaine zebank.com avait été déposé une semaine avant par un Jordanien résidant en Arabie Saoudite et il a fallu racheter ce nom de domaine par l'intermédiaire d'un avocat spécialisé, sans que le nom de Bernard Arnault apparaisse, la transaction a coûté 30 000 USD.
La société a débuté dans les locaux d'un centre d'affaires à Courbevoie avant d'aller s'installer rue Louis Blanc dans le 10e arrondissement le 30 décembre 1999. Philippe Jaffré (Trésor, Crédit Agricole, Elf Aquitaine) a été nommé président du conseil de surveillance à l'automne 2000.
L'entreprise est passée de quelques personnes à l'automne 1999 à plus de deux cents au lancement public le 12 février 2001. Le projet a d'abord vécu comme une opération de buzz marketing (Zeproject dès janvier 2000) en vue de collecter, autant des idées et suggestions directement auprès des consommateurs de services financiers, que des noms et adresses de futurs clients.
La banque s'appuyait sur une infrastructure informatique de SEMA. SEMA avait déjà mis en place l'infrastructure informatique de plusieurs banques par téléphone et internet (Banque Directe et AGF banque notamment) en utilisant à la fois des logiciels "maison" (Investiciel, Focus-to-One) et des progiciels du marché (SAB, Broadvision). La solution SAB/Focus-to-One avait été vendue à Banque Directe et Banque AGF, tandis que la solution Broadvision-Investiciel avait été vendue à Fortuneo. L'ensemble des quatre modules n'avait jamais été intégré pour former un ensemble cohérent temps réel, d'où les difficultés d'intégration qui suivirent.
Initialement, la partie « courtier en ligne » devait être lancée seule en avril 2000, et la banque devait suivre quelques mois après. Un test de montée en charge avec quelques utilisateurs en mars 2000 a révélé des défauts majeurs du système d'information, lequel a dû être massivement reconstruit.
Un comité stratégique avec Bernard Arnault le 27 avril 2000 laissait encore envisager un lancement en France en juin 2000, le Royaume-Uni en octobre 2000 et l'Espagne en décembre 2000.
Le lancement simultané de l'ensemble de la gamme de services a créé une situation de grande complexité du cahier des charges technique, notamment en matière de gestion de la synchronisation des différentes composantes logicielles, mal maîtrisées initialement par l'équipe technique de l'intégrateur. Les premières optimisations de la plate-forme ont laissé entrevoir un lancement banque et bourse à l'été 2000. En juillet 2000, une révision profonde de l'architecture technique et d'amélioration du niveau de sécurité était lancée avec un objectif de lancement en mode test « friends & family » élargi pour fin 2000. Les ambitions européennes étaient abandonnées.
Le programme d'amélioration très substantielle de la sécurité a été déclenché par une « fuite ». Un internaute, kitetoa, avait découvert quelques pages de maquette du site de Zebank sur un serveur non sécurisé de SEMA et les avait mises en ligne, ce que la presse a confondu avec une prétention à avoir « craqué » Zebank. Cet incident fâcheux a fait prendre conscience du risque d'image lié à un « hacking » et Zebank avec SEMA ont investi fortement dans la protection du système d'information, notamment en mettant en place une exploitation avec des experts sécurité en « quasi » permanence qui avaient autorité pour isoler l'infrastructure d'internet. Elle avait malheureusement pour conséquence de fermer la banque 4 heures toutes les nuits.
Le module bancaire était opérationnel et relativement autonome fin juillet 2000. Le centre clientèle par téléphone comme le back-office étant pleinement opérationnels, le management a alors décidé en août 2000 de lancer l'activité bancaire par téléphone auprès du personnel et des sous-traitants de la banque, un lancement « Friends and Family » envisagé comme moyen de tester en réel les processus de la banque avant le lancement grand public prévu au tout début 2001. La banque avait environ 1000 clients à la fin 2000 avec comptes courants, chéquiers et cartes de paiement.

### Lancement

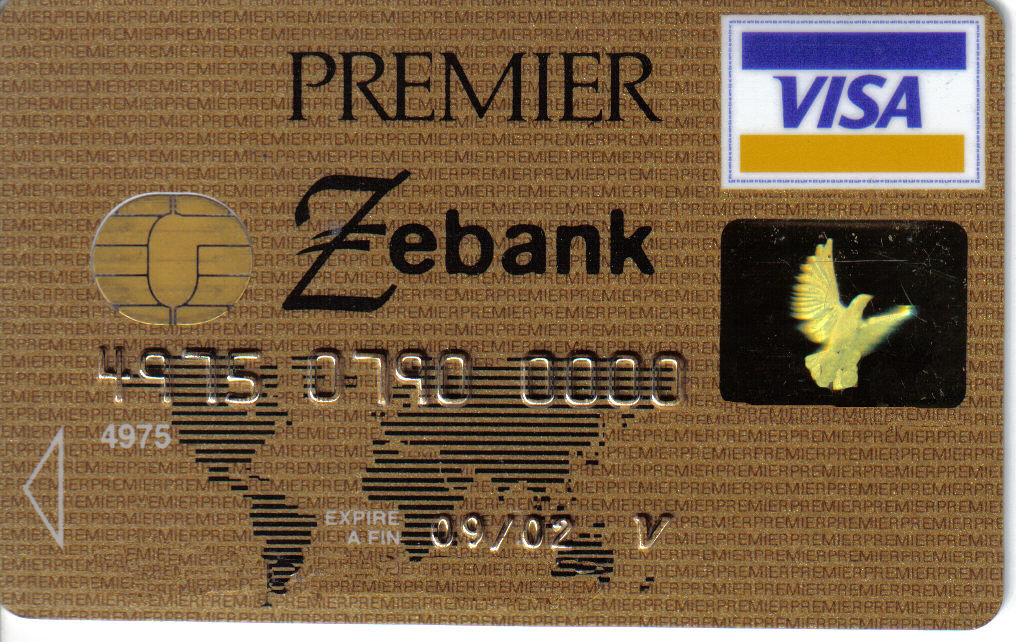
Carte Premier Zebank

Zebank a été lancée officiellement le 12 février 2001 : banque, portail d'informations financières et de pédagogie, plate-forme de distribution, conçue comme l'hypermarché de la finance.
Zebank était conçue pour offrir cinq univers de produits : le financement  (portail de crédit), la protection  (portail d'assurances), l'argent de tous les jours (compte courant et moyens de paiement, virements), l'épargne (compte livret, offre ouverte d'OPCVM et d'assurance-vie) et bourse (compte titres et PEA, accès aux bourses française et étrangères).
Après les relatives difficultés de sa conception informatique, Zebank a connu à partir de mai 2001 une situation totalement imprévue : l'afflux massif de clients a saturé le service d'ouvertures de comptes. En effet, alors que les 3 premiers mois de commercialisation avaient été très modestes -le nombre de nouveaux clients s'élevant lentement de quelques dizaines à quelques centaines par jour- les chiffres ont brutalement décollé à partir de  début juin pour rapidement dépasser 1 000 nouveaux clients par jour, alors que les infrastructures -technique et humaine- d'ouvertures de comptes avait été calibrées pour des pointes inférieures à 500 clients/jour. De ce fait, Zebank n'a pu annoncer à la presse fin juin que 17 000 clients, alors que plusieurs milliers étaient en attente de traitement, information qu'il fallait évidemment garder secrète pour éviter une panique. À cette époque, près de 100 personnes travaillaient en roulement de 2 équipes, 6 jours sur 7 pour tenter de rattraper le retard, pendant que les équipes projet et informatiques mettaient en œuvre de nouveaux systèmes de saisie plus rapides, adaptés à ces flux. En août 2001, Zebank était à même de traiter 1000 nouveaux clients par jour, 6 jours sur 7, chiffres qui correspondaient à un volume annuel de l'ordre de 300 000 clients. Par comparaison, à cette époque, les sources internes de la Société générale reconnaissaient que le réseau de 2 000 agences convainquaient à peine 130 000 nouveaux clients par an.
Dès le lancement commercial en février 2001, il a été décidé de créer un centre opérationnel en province pour gérer toutes les fonctions de l'entreprise dont la présence à Paris n'était pas indispensable. Les villes TGV à moins de 2 heures de Paris ont été approchées. Tours a été choisie pour la présence d'un immeuble neuf, en cours d'achèvement, permettant d'accueillir jusqu'à 450 collaborateurs et bénéficiant de toutes les connexions sécurisées aux réseaux électriques, télécom et internet, nécessaires à l'exploitation de la banque. Les premières équipes d'exploitation se sont installées dans l'immeuble de Tours-Les Deux Lions à partir de l'été 2001.
Les équipes marketing de Zebank ont multiplié les campagnes promotionnelles innovantes, et souvent brouillonnes, et noué de nombreux partenariats de distribution.
L'offre principale était le livret qui versait un intérêt plus élevé que le marché, à 5,10 % brut, soit 3,82 % net, alors que le livret A distribué par les Caisses d'Epargne et la Poste n'offrait alors que 3 %.
Une ouverture de compte de type livret donnait droit à la perception d'une prime comprise entre 100 FRF et 500 FRF.
La carte bleue nationale ne coûtait que 50 FRF, ce qui était significativement moins cher que les autres banques.
Avenir Telecom a été un partenaire commercial qui proposait des ouvertures de compte Zebank dans ses magasins, permettant de toucher des clientèles jeunes, fans de technologie.
Certaines opérations promotionnelles ont eu pour base des produits d'épargne ou OPCVM, parmi lesquels Multiple 8, produit structuré conçu par la Société générale et diffusé par AXA dans le cadre d'un contrat d'assurance vie, dont le capital n'était pas garanti, mais dont la souscription permettait de toucher une prime de 1 000 FRF. La complexité de ce produit financier et la maladresse de la communication essayant de l'expliquer aux clients, associées à des performances plus que médiocre ont suscité la colère de ses souscripteurs, heureusement peu nombreux.
Philippe Jaffré a parrainé un projet de compte courant rémunéré à 1 %, un produit qui n'allait être autorisé en France qu'en 2005, mais ce produit, extrêmement complexe dans sa gestion et son fonctionnement pour "coller" à la règlementation, n'a jamais été lancé.
La dernière grande campagne a été lancée en octobre 2001 avec le jeu annuel Monopoly de McDonald's, lequel s'est terminé en février 2002, date qui marque la fin des ouvertures de nouveaux comptes clients, par décision du nouvel actionnaire Egg plc.
Zebank a reçu de Ipsos Médiangles le prix 2002 du meilleur site dans la catégorie « banque ».

### Fin de l'aventure
Fragile, du fait de la jeunesse de son management, comme de celle de sa présence sur le marché et de la dispersion de son offre initiale de services, le projet Zebank a perdu le soutien de ses actionnaires au lendemain des attentats du 11 septembre 2001, alors que la banque était en plein décollage, 7 mois à peine après son lancement.
À la fin 2001, Zebank avait en effet déjà séduit plus de 92 000 clients particuliers (à comparer à un objectif public initial de 60 000).
Zebank a été revendue à Egg plc le 28 janvier 2002 pour 8 millions d'euros, montant qui a finalement été revu à la baisse -à 5,5 millions d'euros- lors la finalisation de la transaction en mai 2002.
Ce montant est à mettre en perspective d'un investissement total de ses actionnaires Europ@web et Dexia, de l'ordre de 150 millions d'euros.
Zebank fut donc indéniablement un échec financier pour ses actionnaires, mais sans aucun doute un succès marketing, qui préfigurait l'adoption du web par les banques « classiques » et la généralisation de la distribution en ligne de produits financiers multi marques.
Zebank est devenue Egg SA en septembre 2002, puis transformée en succursale de Egg plc, dans le cadre du passeport européen en mars 2003. Ayant progressivement remplacé l'équipe de direction de Zebank par des cadres anglais non francophones, qui connaissaient mal le marché français, Egg a axé tout son développement sur la carte egg, une carte de paiement liée à un crédit renouvelable.
Le lancement de la carte Egg en novembre 2002 a fait l'objet d'un publicité décalée, trop dans l'esprit londonien, mal comprise par le public car n'expliquant pas l'innovation du produit "carte de crédit à cash back" . En décembre 2002, au milieu de cette campagne de promotion, Egg a exigé de sa filiale française la fermeture de plusieurs milliers de comptes courants issus de Zebank. Cette décision maladroite a été fortement relayée sur Internet et a été très néfaste à la campagne comme à l'image de la banque auprès de ses clients comme du public.
Après deux ans, Egg n'avait conquis que 65 000 clients pour sa carte, et le crédit renouvelable associé. À la suite de cet échec en France, les clients ont à nouveau été cédés à ING Direct pour les comptes sur livret et les comptes titres, et à Banque Accord, qui a ensuite utilisé la marque Oney, pour les cartes de crédit. Les comptes courants ont été fermés.